# Phoenix Park
Phoenix Park (Iers-Gaelisch: Páirc an Fhionnuisce) is een groot park in het centrum van Dublin, de hoofdstad van Ierland. Het is met een oppervlakte van 6,9 vierkante kilometer een van de grootste in de stad gelegen parken van Europa.

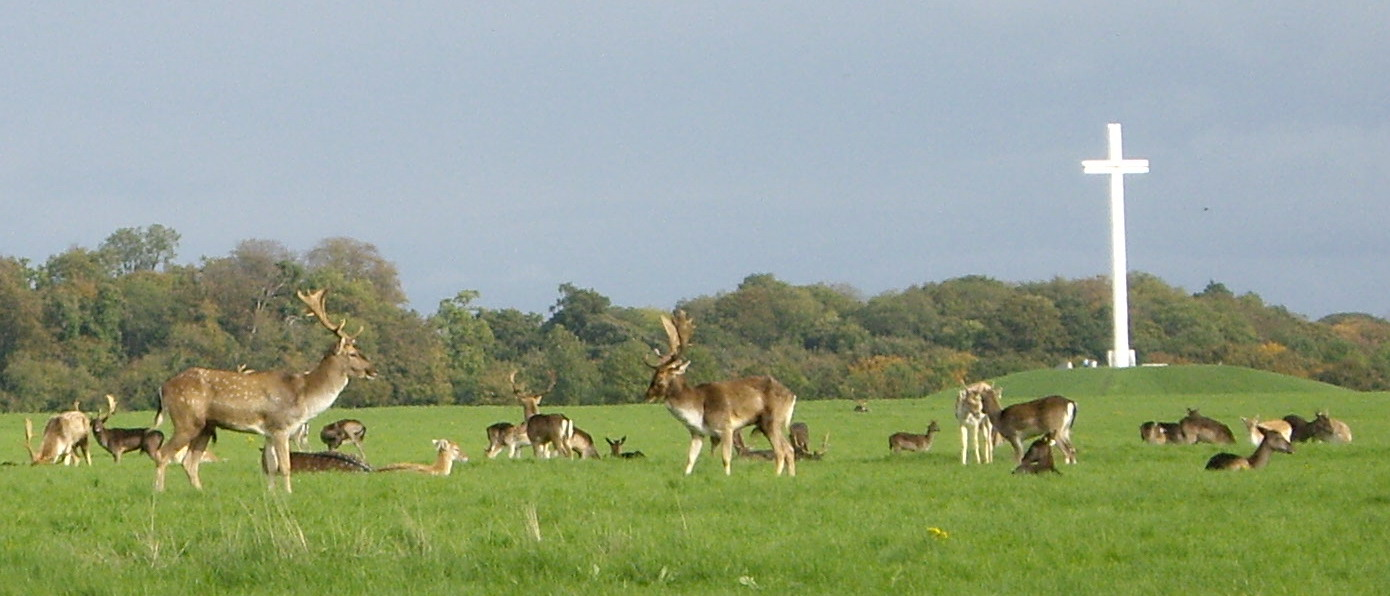
Damherten grazen rond het Papal Cross in Phoenix Park

De naam is een verbastering van het Ierse fionn uisce, dat helder water betekent. Het park speelt ook een grote rol in het boek Finnegans Wake van James Joyce. Ook zou het te maken hebben met het mythische wezen, de phoenix.
Het park werd aangelegd als Royal Hunting Park' (Koninklijk Jachtpark) met wilde fazanten en damherten. Om deze dieren binnen te houden werd het park omheind met een 16 kilometer lange muur. In 1747 werd het park opengesteld voor publiek. Er leven nog altijd wilde herten.
Het bevat de woningen van de President van Ierland (Áras an Uachtaráin) en van de Ambassadeur van de Verenigde Staten in Ierland, Deerfield Residence. Daarnaast bevindt ook Dublin Zoo en Ashtown Castle zich binnen de muren van het park. Bezienswaardigheden zijn onder andere het monument voor de Hertog van Wellington (Geboren in Ierland) en het Papal Cross - een groot kruis dat in het park werd opgericht voor het bezoek van Paus Johannes Paulus II aan Dublin in 1979. Er wordt geschat dat ongeveer een miljoen mensen de openluchtmis in het park hebben bijgewoond. Het park wordt ook wel gebruikt voor openluchtconcerten.
Rondom het Phoenix Park kan men buurten vinden zoals Castleknock, Carpenterstown en Chapelizod.
De centrale as van het Phoenix Park is de Chesterfield Boulevard, met aan weerszijden een apart fiets- en voetpad. 's Avonds kan het gevaarlijk zijn op deze weg door overstekende herten.

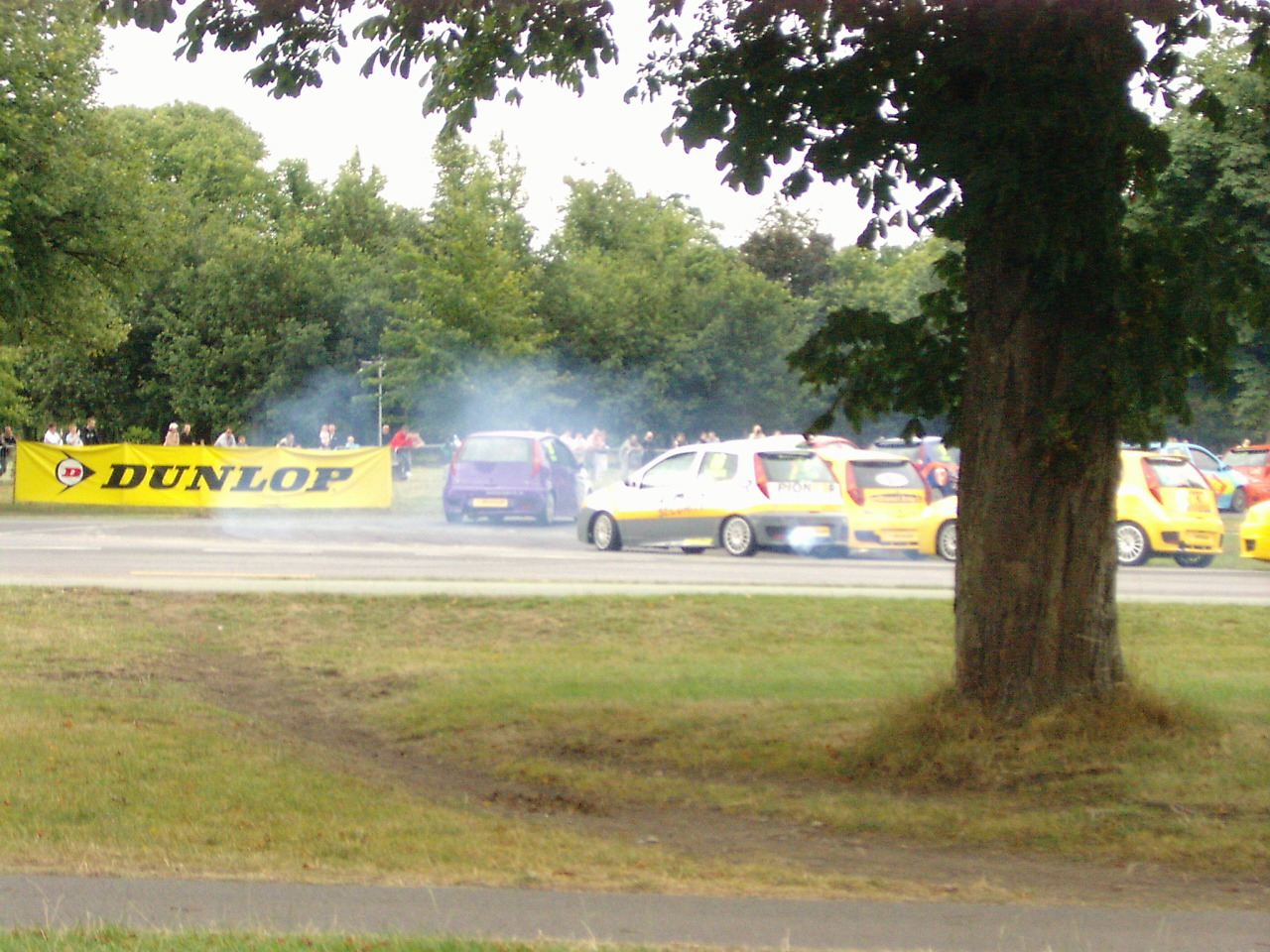
Phoenix Park Motor Races in 2006

Vanaf 1903 werden er geregeld autoraces gehouden in het park. Ook in 2006 waren er weer races, nadat organisatorische problemen de races hadden tegengehouden in voorgaande jaren. De laatste race vond plaats in 2009. Geplande races in 2010 en 2011 werden gepland maar afgelast wegens te hoge kosten. De toekomst van de races is onduidelijk.